# Traité de Birgham
Le traité de Birgham, aussi appelé traité de Salisbury, comporte deux traités visant à garantir l'indépendance de l'Écosse après la mort d'Alexandre III sans descendance en 1286.
Garanti par le roi d'Angleterre Édouard Ier, le but du traité était de mettre un terme aux revendications concurrentes de la maison de Balliol et de la maison de Bruce. Les traités ont été rédigés à Salisbury en 1289 et Birgham, dans le Berwickshire, en 1290. Sous la condition que l'héritière de l'Écosse, Margaret, la jeune fille de Norvège, épouserait le fils d'Édouard, l'Écosse devait rester « séparée et divisée de l'Angleterre dans ses limites légitimes, libre et sans sujétion ».
Le traité s'est avéré inefficace, à la fois parce que Margaret est morte lors de son voyage pour l'Écosse en 1290, et parce que les négociateurs anglais avaient inclus des réserves suffisantes pour rendre les clauses sur l'indépendance inutiles. En 1291, Édouard convoque les nobles écossais pour le rencontrer à Norham-on-Tweed et s'est proclamé seigneur d'Écosse (« seigneur suzerain de l'Écosse ») et force les prétendants au trône écossais à le reconnaître comme leur supérieur féodal.